# District de Kanbalu
Le district de Kanbalu (birman : ကန့်ဘလူခရိုင်) est un district de la Région de Sagaing en Birmanie. Le centre administratif est Kanbalu.

## Cantons
Le district comprend les deux cantons suivants :
- Canton de Kanbalu
- Canton de Kyunhla (en)